# Isole Natuna
Le Isole Natuna (indonesiano: Kepulauan Natuna) formano un arcipelago di 272 isole dell'Indonesia, situato nel Mar Cinese Meridionale, tra la penisola di Malacca, ad ovest, e il Borneo, ad est. Amministrativamente l'arcipelago fa parte della provincia delle Isole Riau.
Esse si dividono in tre gruppi: le Natuna settentrionali che comprendono l'isola di Laut (Pulau Laut), quelle intermedie che comprendono Natuna Besar, la maggior isola dell'arcipelago; quelle meridionali che comprendono l'isola di Subi Besar.